# Herman Van Goubergen
Herman Van Goubergen (nacido en 1961 en Bélgica) es un papiroflexista, conocido por sus creaciones innovadoras de figuras de origami.

## Diseños
Los diseños de Herman se caracterizan por un cierto carácter lúdico e ilusionismo; sus figuras son a veces trampantojos. Crea obras nuevas con poca frecuencia, y en sus piezas intenta resumir y demostrar un concepto particular, a menudo apartado de las convenciones de la papiroflexia tradicional.
Ha publicado una veintena de diagramas, disponibles en la red y en los libros de las convenciones de origami. Ha iniciado o destacado en varias ramas de la papiroflexia: el mirrorgami u origamirror (origami con espejos) que combina la dualidad real-virtual y reflejos y transparencias y entre cuyos ejemplos se cuentan sus creación "Skull", "On the water/Under the water", y  "Fish"; los origamóviles como "Toy car", "Quacky races" y  "Ships passing in the night"; y el plegado curvo, ilustrado por las "Curler units", una concepción suya publicada un artículo difundido por la BOS (British Origami Society) y que cuenta con una escuela de seguidores. Su artículo Il segreto del cappello di Thoki Yenn realiza aportes substanciales tanto a la teoría como a la práctica de la especialidad del plegado curvo.

## Información biográfica
Herman Van Goubergen, nacido en 1961 es de nacionalidad belga y vive en Amberes. Es  programador de profesión y se dedica a crear figuras de papiroflexia desde los catorce años. Se inició en el origami en 1974 con el libro Origami I de Robert Harbin. En 1985, ingresó como miembro del grupo belga de origami International Origami Center Belgium (IOCB), luego se asoció a la BOS. Ha participado en las convenciones de origami de Inglaterra y de otros países a partir de 1987. También ha sido miembro de las asociaciones de origami de Japón, Estados Unidos, Italia, España, Francia, y Alemania.

## Publicaciones
Ha difundido varios de sus trabajos en el sitio de Origami Deutschland, y el resto en los libros de diagramas de las convenciones de origami como el Origami Tanteidan de 2014. También pueden encontrarse varios de sus diagramas en las revistas Pajarita de la AEP (Asociación Española de Papiroflexia), algunos con las instrucciones traducidas al castellano. En la web se pueden encontrar imágenes de sus modelos en las páginas de convenciones de origami a las que ha asistido, como la BOS 40th Anniversary del 2007.
Su modelo "Gecko and fly on a wall", destacado por su concepción escultórica similar a un bajorrelieve, es uno de los que más se ha difundido: se ha publicado en Der Falter de la Origami Deutschland, en la revista de papiroflexia Pajarita, en el Origami Tanteidan Magazine, y en el libro de la convención de primavera de 1995 de la BOS, entre otros, además de estar disponible en varios sitios web.
El origamista brasileño Jo Nakashima ha realizado videotutoriales sobre la creación de modelos a partir de las curler units y el sitio de Daily Origami se presentan videotutoriales sobre la creación de algunos de sus origamóviles.